# 雲龍 (臺灣)
雲龍，是台灣漢人傳說中的龍，能夠降下大雨。

## 外觀與能力
雲龍渾身墨黑，棲息於台灣南部的傀儡山上，牠能夠呼風喚雨、製造雲層、在雲層間穿梭，並降下大雨，跟赤虯有點類似。傳說當彗星出現時就是雲龍現身的前兆。

## 現身案例
據說在1772年（乾隆37年）7月時曾有一尾雲龍從傀儡山上現身，帶來徹夜大雨，造成林邊溪、力力溪溪水暴漲，使山下如佳冬鄉等地區發生相當嚴重的洪水。

## 現代研究
根據能力和記載判斷，雲龍的形象有可能是源自夏天時經常出現的颱風或雷陣雨。